# Исахая
Исахая (яп. 諫早市 Исахая-си) — город в Японии, находящийся в префектуре Нагасаки. Площадь города составляет 321,26 км², население — 138 556 человек (1 июля 2014), плотность населения — 431,29 чел./км².

## Географическое положение
Город расположен на острове Кюсю в префектуре Нагасаки региона Кюсю. С ним граничат города Нагасаки, Омура, Ундзен и посёлки Нагаё, Тара. Через город протекает река Хоммё.

## Население
Население города составляет 138 556 человек (1 июля 2014), а плотность — 431,29 чел./км². Изменение численности населения с 1980 по 2005 годы:
| 1980 | 127 339 чел. |  |
| 1985 | 134 804 чел. |  |
| 1990 | 138 918 чел. |  |
| 1995 | 142 517 чел. |  |
| 2000 | 144 299 чел. |  |
| 2005 | 144 034 чел. |  |

## Символика
Деревом города считается Euonymus hamiltonianus, цветком — Hymenanthes.

## Города-побратимы
- Чжанчжоу, КНР